# Mario Molina Almanza
Mario Molina Almanza (Santo Tomás, 28 de agosto de 1936) es un periodista, locutor radial y político peruano. Se desempeñó como congresista de la república por Cusco durante el periodo 2001-2006.

## Biografía
Nació en la ciudad de Santo Tomás, ubicada en departamento del Cusco, el 28 de agosto de 1936.
Realizó estudios de Comunicación Social donde logró tener el título de periodista y laboró durante varios años en transmisiones hablando el quechua a través de Radio Tawantinsuyo.
En el año 2018, presentó su libro “Walaycho Qorilazo: Memorial oral quechua en los Andes” donde detallaba las vivencias de su trayectoria como periodista cusqueño.

## Carrera política
En las elecciones parlamentarias del año 2000, Mario Molina incursiona en el ámbito político como candidato al Congreso de la República por el partido Unión por el Perú, sin embargo, no resultó elegido.
Nuevamente postuló al Congreso de la República en las elecciones parlamentarias del año 2001 como miembro del partido Todos por la Victoria de Ricardo Flores Chipoco. Finalmente Molina resultó elegido como congresista de la república por el Cusco, obteniendo 27,700 votos, y fue juramentado para el periodo parlamentario 2001-2006 Posteriormente Molina decidió integrarse al partido Perú Posible de Alejandro Toledo ante la pérdida de inscripción de Todos por la Victoria.

## Obras
- “Walaycho Qorilazo: Memorial oral quechua en los Andes” (2018)